# Kim Ye-ji
Kim Ye-ji (em coreano: 김예지; Danyang, 4 de setembro de 1992) é uma atiradora esportiva sul-coreana.

## Carreira
Kim nasceu em Danyang, Coreia do Sul. Ela se formou na Danyang Middle School, Chungbuk Physical Education High School, e Kyongbuk Science College Ela começou a atirar na sexta série depois que seu professor de ginástica, que também era o treinador do time de tiro, perguntou à sua classe se alguém queria atirar com uma arma, e depois que ela observou alunos mais velhos praticando e os achou legais. Seus pais inicialmente se recusaram a deixá-la entrar para o time, levando-a a se recusar a comer por três dias até que eles cederam.
Em 2010, Kim apareceu em seu primeiro Campeonato Mundial de Tiro ISSF em Munique , onde levou o bronze na categoria júnior da pistola de ar feminina de 10 metros. Em 2024, ela disputou o Campeonato Asiático de Tiro daquele ano, onde ganhou uma medalha de prata na pistola de 25 metros feminina. Ela então disputou a Copa do Mundo ISSF de 2024, onde ganhou um bronze em Munique na pistola de 25 metros feminina. Em Baku, Kim ganhou uma prata na pistola de ar de 10 metros, antes de estabelecer um recorde mundial no evento de pistola de 25 metros feminina a caminho de ganhar o ouro, com uma pontuação de 42.
Nos Jogos Olímpicos de Verão de 2024, em Paris, conquistou a medalha de prata na prova de pistola de ar 10 m feminino. Ela se apresentou em um rabo de cavalo curto e segurando um pequeno elefante de pelúcia. Durante as Olimpíadas, Kim se tornou viral nas redes sociais por seu carisma, com muitos comentaristas de mídia social comparando-a aos personagens fictícios James Bond e Satoru Gojo do mangá Jujutsu Kaisen. A imprensa inicial sugeriu que seu elefante era um presente de sua filha; em uma entrevista subsequente ao Los Angeles Times, ela afirmou que o elefante era "na verdade uma toalha de mão" dada a ela por seu treinador, alegando que as "mãos dos competidores ficam gordurosas ao carregar cartuchos" em suas pistolas.